# Pseudeulia
Pseudeulia là một chi bướm đêm thuộc phân họ Tortricinae của họ Tortricidae.

## Các loài
- Pseudeulia asinana (Hubner, [1796-1799])